# Colin Webster
Colin Webster (Cardiff, 17 luglio 1932 – 1º marzo 2001) è stato un calciatore gallese, di ruolo attaccante.

## Palmarès

### Club

#### Competizioni nazionali
- Campionato inglese: 2

Manchester United: 1955-1956, 1956-1957
- Community Shield: 3

Manchester United: 1952, 1956, 1957
- Coppa del Galles: 1

Swansea: 1960-1961